# 岳麓街道
岳麓街道为长沙市岳麓区下辖街道之一，位于岳麓区中部偏东，地处岳麓山东麓，湘江西岸。地缘上，岳麓街道北与桔子洲街道、西湖街道接壤，西隔岳麓山与梅溪湖街道为邻，南与坪塘镇、含浦镇相连，东临湘江。街道总面积19.66平方公里。街道下辖6个社区、5村，总人口约7万人(2006年)。

## 行政区划
岳麓街道下辖以下地区：
枇杷塘社区、桃花坪社区、科学村社区、云麓园社区、靳桥社区、麓山南路社区、左家垅村、桃花岭村、靳江村、黄鹤村和五星村。